# بني راشد (مكانسة)
بني راشد هي إحدى مشيخات المملكة المغربية، تتبع جغرافيا لإقليم تاونات وإداريًا لمكانسة. يقدر عدد سكانها بـ 6740 نسمة حسب الإحصاء الرسمي للسكان والسكنى لسنة 2004.